# Овсяниково (Владимирская область)
Не путать с деревней Овсянниково в Головинском сельском поселении Судогодского района
Овся́никово (также Овся́нниково) — деревня в Судогодском районе Владимирской области. Входит в состав Муромцевского сельского поселения.

## История
В XIX — первой четверти XX века деревня входила в состав Бережковской волости Судогодского уезда, с 1926 года — в составе Судогодской волости Владимирского уезда. В 1859 году в деревне числилось 50 дворов, в 1905 году — 76 дворов, в 1926 году — 112 дворов.
С 1929 года деревня являлась центром Овсяниковского сельсовета Судогодского района, с 1959 года — в составе Муромцевского сельсовета, с 2005 года — в составе Муромцевского сельского поселения.

## Население
| 1859 | 1905 | 1926 | 2002 |
| ---- | ---- | ---- | ---- |
| 335  | 463  | 548  | 68   |

| 1859 | 1905 | 1926 | 1959 | 1970 | 1979 | 1983 |
| ---- | ---- | ---- | ---- | ---- | ---- | ---- |
| 335  | ↗463 | ↗548 | ↘366 | ↘247 | ↘153 | ↘129 |
| 2002 | 2010 | 2021 |      |      |      |      |
| ↘68  | ↘34  | ↘22  |      |      |      |      |